# Maják Temrjuk
Maják Temrjuk (rusky: Темрюкский маяк) nebo Temrjukský maják stojí na pobřeží Azovského moře v ústí řeky Kubáň v blízkosti města Temrjuk v Krasnodarském kraji v Rusku.

## Historie
První navigační zařízení bylo postaveno v roce 1860. V roce 1873 bylo severně postaveno druhé navigační zařízení. V roce 1902 byl vypracován projekt samostatného mořského kanálu, který zvýšil lodní dopravu. Z tohoto důvodu byla v této části Azovského moře přijato řešení k výstavbě majáku.
Výstavba byla zahájena v roce 1913, která byla přerušena první světovou válkou. Maják byl dostavěn v roce 1916. Byla postavena litinová věž 7,3 m vysoká s lucernou. Dosvit byl 20,5 námořních mil.
Během druhé světové války v roce 1942 během bojů byl zničen. Temrjuk byl osvobozen v 27. září 1943.
V roce 1947 byla na místě majáku postavena dočasná dřevěná věž a v roce 1957 byla postavena nová věž.
V roce 1970 bylo instalováno nové světelno-optické zařízení.

## Popis
Bílá kamenná osmiboká věž o výšce 14 m ukončená ochozem a lucernou postavená na nízkém podstavci.
Maják byl zobrazen v roce 1982 v cyklu majáky Černého a Azovského moře na poštovní známce v hodnotě 6 kopějek.

## Data
- výška věže 14 m[4][5]
- světelný zdroj 69 m n. m.
- periodické záblesky v intervalu 7,5 s
- sektory 105°–134° bílé, 134°–170° červené světlo

označení:
- Admiralty N5606
- ARLHS ERU-068
- NGA 18928